# Jacob de Wet (I)

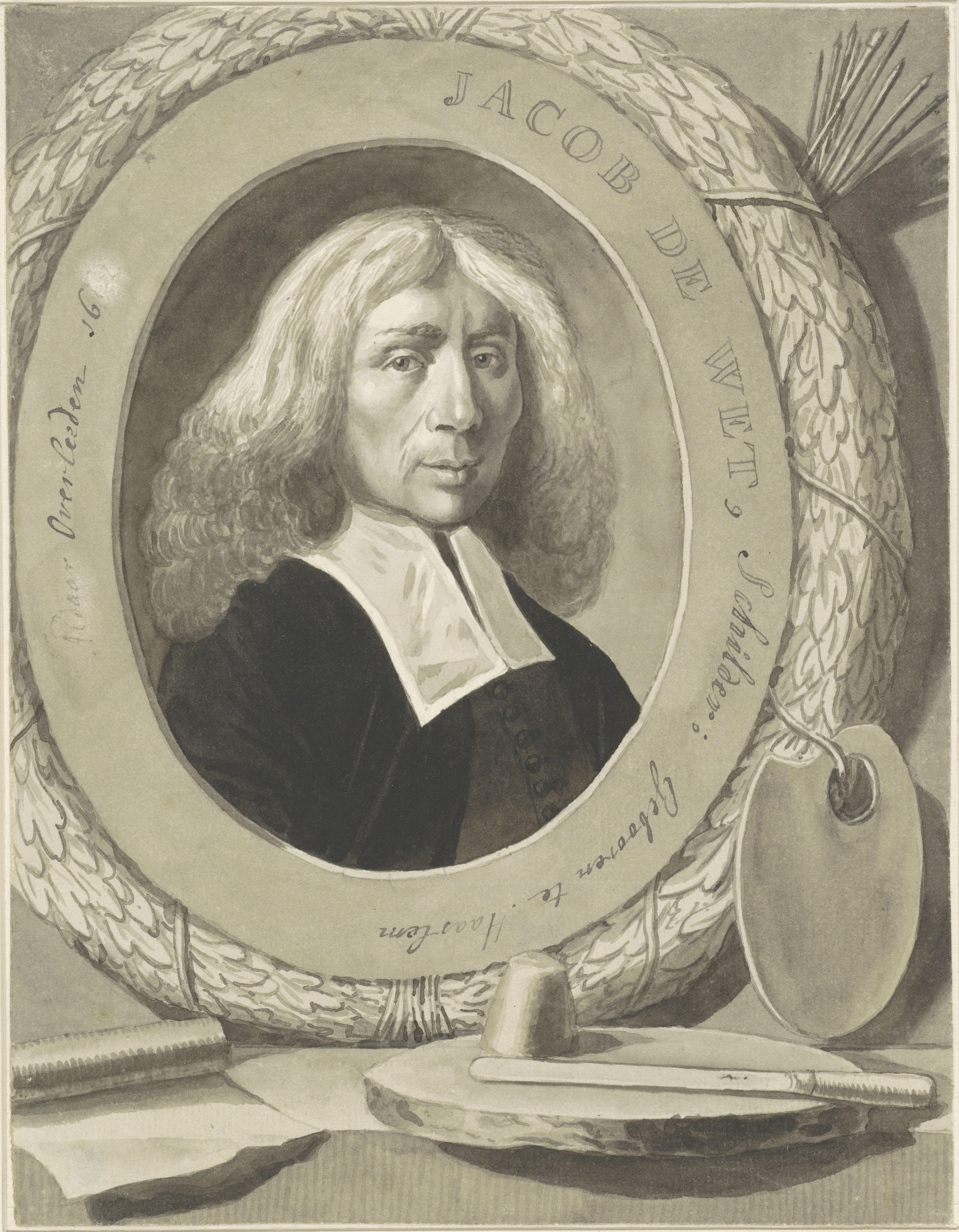
Jacob de Wet (de Oude)

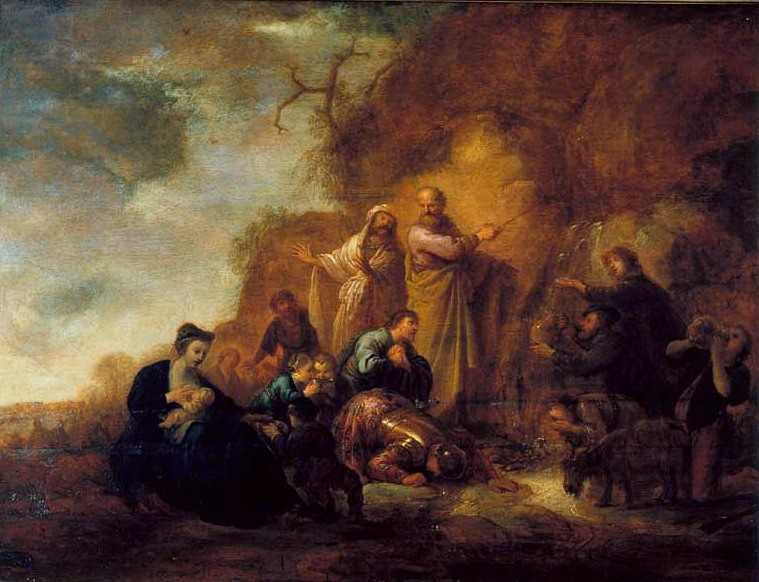
Mozes slaat water uit de rots, ca. 1640

Jacob Willemsz. de Wet (Haarlem, ca. 1610 - Keulen, 1677/91) was een Nederlands kunstschilder en tekenaar afkomstig uit Haarlem. Hij vervaardigde vele werken met Bijbelse en mythologische thema's, naast landschappen, historie- en genrestukken.
De geboorte- en sterfdata van de kunstenaar zijn niet met zekerheid bekend. Het Rijksbureau voor Kunsthistorische Documentatie meldt een geboortedatum 1610 en een mogelijke sterfdatum tussen 1677 en 1691. De schilder en biograaf Arnold Houbraken verzucht in zijn werk De groote schouburgh der Nederlantsche konstschilders en schilderessen (1718) dan ook: "Meermalen hebben wy geklaagt, dat de geboortetyd van sommige brave Nederlandsche Konstschilders van ons (hoe veel navragens wy ook daar na deden) niet heeft konnen opgespeurt worden". Op diezelfde pagina in zijn werk vermeldt hij de schilder overigens in het voorbijgaan als 'Jan de Wet'. Zijn werk vertoont overeenkomsten met dat van Pieter Lastman en met het vroege werk van diens leerling Rembrandt. Het is niet uitgesloten dat De Wet bij de laatste in de leer is geweest.
Jacob de Wet was een zoon van de deurwaarder Willem Jansz. de Wet. Zijn broer Gerrit (overleden in 1674) was eveneens schilder. Zijn zus Maria was getrouwd met de schilder Adriaen Jansz. Kraen. De Wet is tweemaal getrouwd geweest. Zijn eerste huwelijk met Maria Jochemsdr. van Woubrugge bleef kinderloos. In 1639 trouwde hij met Maria Jacobsdr. uit Diemen. Zij kregen vijf kinderen, onder wie zijn zoon Jacob, die eveneens kunstschilder werd en ter onderscheid daarom ook wel wordt aangeduid als Jacob de Wet II.
Zijn oudst bekende werk dateert uit 1632, het jaar dat hij lid werd van het Haarlemse Sint-Lucasgilde. In 1636 hield Frans Pietersz. de Grebber een loterij waarbij De Wet twee schilderijen inzond. Deze werden geschat op respectievelijk 40 en 36 gulden, wat ze tot de minst kostbare stukken van de veiling maakte. De Wet was actief binnen het gilde en vervulde in 1645, 1661 en 1662 een bestuursfunctie. Het is waarschijnlijk dat Jacob de Wet, als katholieke schilder, Haarlem na het Rampjaar 1672 heeft verlaten. De machtswisseling waarbij een puriteins-protestants stadsbestuur de leiding kreeg, betekende een zware beperking voor katholieken. Een verhuizing naar het katholieke Keulen ligt in dat licht voor de hand. 
Uit aantekeningen in een bewaard gebleven schetsboek blijkt dat De Wet een groot aantal leerlingen had en kennelijk een bloeiende praktijk had op dit gebied. Onder zijn talrijke leerlingen bevonden zich bekend geworden schilders als Paulus Potter, Job Berckheyde, Adriaen Jansz. Kraen, Johann Philip Lemke, Jan Vermeer van Haarlem en zijn eigen zoon Jacob.
- Biografisch Portaal: 40844666
- Gemeinsame Normdatei: 1098220455
- KulturNav: 13dc36b9-5b55-4946-8c8b-f7a3ec7ebd9d
- Nationale Bibliotheek van Israël: 987007513584005171
- RKD-Nederlands Instituut voor Kunstgeschiedenis: 83916
- Union List of Artist Names: 500023088
- Virtual International Authority File: 308267312